# Georgi Tatarov
Georgi Tatarov (10 maggio 2003) è un pallavolista bulgaro, schiacciatore della M&G.

## Carriera

### Club
La carriera di Georgi Tatarov inizia nella stagione 2018-19 nel CSKA Sofia, in Superliga, a cui resta legato per quattro annate. Per il campionato 2022-23 si trasferisce in Turchia all'Altekma, in Efeler Ligi, mentre in quello successivo è al Narbonne, nella Ligue A francese.
Nella stagione 2024-25 viene ingaggiato dalla neopromossa M&G, in Superlega.

### Nazionale
Nel 2019 viene convocato sia nella nazionale bulgara under 17, conquistando l'argento al campionato continentale e premiato come miglior opposto, che in quella under 19, dove è chiamato fino al 2022, vincendo l'argento al campionato mondiale 2021 e l'oro al XVI Festival olimpico estivo della gioventù europea; nel 2020 è in quella under 18. Tra il 2021 e il 2023 è nella nazionale under 21, con cui si aggiudica l'oro all'edizione 2021 e 2022 del campionato BVA oltre al bronzo al campionato mondiale 2023. Nel 2022 è sia nella selezione under 20 e mette al collo il bronzo al campionato europeo che in quella under 22, dove resta fino al 2024.
Nel 2022 ottiene le prime convocazioni nella nazionale maggiore.

## Palmarès

### Nazionale (competizioni minori)
- Campionato europeo under 17 2019
- Campionato BVA under 21 2021
- Campionato mondiale under 19 2021
- Festival olimpico estivo della gioventù europea 2022
- Campionato BVA under 21 2022
- Campionato europeo under 20 2022
- Campionato mondiale under 21 2023

### Premi individuali
- 2019 - Campionato europeo under 17: Miglior opposto
- 2020 - Campionato europeo under 18: Miglior opposto